# Theloderma kwangsiense
Espèce
Synonymes
- Rhacophorus leprosus kwangsiensis Liu & Hu, 1962
- Theloderma leporosa kwangsiensis (Liu & Hu, 1962)

Statut de conservation UICN

 DD  : Données insuffisantes
Theloderma kwangsiense est une espèce d'amphibiens de la famille des Rhacophoridae.

## Répartition
Cette espèce est endémique du Sud de la République populaire de Chine. Elle se rencontre dans les provinces du Guangxi et du Hainan.

## Étymologie
Son nom d'espèce, composé de kwangsi et du suffixe latin -ense, « qui vit dans, qui habite », lui a été donné en référence au lieu de sa découverte, le Guangxi, parfois orthographié Kwangsi en anglais.

## Publication originale
- Liu & Hu, 1962 : A herpetological report of Kwangsi. Acta Zoologica Sinica, vol. 14, (supplément), p. 73-104.